# Валлапалу
Ва́ллапалу (ест. Vallapalu küla) — село в Естонії, у волості Елва повіту Тартумаа.

## Населення
Чисельність населення на 31 грудня 2011 року становила 51 особу.

## Географія
Від населеного пункту починається автошлях 22176 (Валлапалу — Раннакюла).

## Історія
До 24 жовтня 2017 року село входило до складу волості Ранну й було її адміністративним центром.